# C.C. Klüver
Carl Christian Klüver (født 1809 på Vernersminde ved Roskilde, død 13. september 1882 på Marienlund Skovridergård) var en dansk forstmand.
Han var søn af skovrider ved Københavns Magistrats skove (Bidstrup, Vernersminde) Frederik Klüver. Klüver var ansat ved Silkeborg Skovdistrikt i perioden 1851 til 1882. Han havde desuden tilsynet med de private skove i Skanderborg, Vejle og Ribe Amter, men fra 1867 alene med dem i Aarhus og Skanderborg Amter. Før da havde Klüver gjort sig gældende som pionér inden for skovreguleringen i Jylland. På grundlag af udarbejdede kort over de jyske skove gennemrejste Klüver hele Jylland og udarbejdede derefter forslag til, hvilke skove der burde fredes og vedligeholdes, og hvilke der på grund af dårlige forhold kunne overlades til ejernes fri rådighed.
Klüvers titel af jægermester er ubestridelig (optræder i Hof- og Statskalenderen), men er omgærdet af flere myter med forskelligt indhold. Fælles for dem er, at det var Frederik VII, der tildelte Klüver den ærefulde titel. Én myte fortæller, at udnævnelsen fandt sted under et kongeligt besøg i 1852, hvor de kongelige herskaber, familien Drewsen med gæster og byens førstemænd med koner samledes på en høj i Nordskoven for at navngive denne. Ankommet til festpladsen trådte Klüver frem og holdt en længere tale. Han sluttede med at anmode Majestæten om tilladelse til, at give dette skønne sted navnet Lovisehøj efter Grevinde Danner. Frederik VII tog derefter selv ordet og endte sin tak med at ønske, at stedet til alle tider skulle hedde Lovisehøj og den kongelige skovrider "jægermester Klüver".
I sin embedsperiode var Klüver forstående over for den spirende turisme i området og stod blandt andet i 1870'erne bag udgravningen af Klüwers Kanal, den lille sejlrende, der forbinder Avnsø og Brassø. Den fungerede dengang som transportvej for det tømmer, der blev sejlet på fra skoven ind til Silkeborg – og også som yndet mål for turisterne.
C.C. Klüver efterfulgte N.E.E. de Svanenskjold i embedet som skovrider, og efterfulgtes selv af J.A.C. Bryndum.
Både Klüwersgade og Klüwers Kanal er opkaldt efter C.C. Klüver. Disse to stednavne staves dog med "w", hvilket ikke er i overensstemmelse med efternavnets oprindelige stavemåde. 